# Podmesztrowa

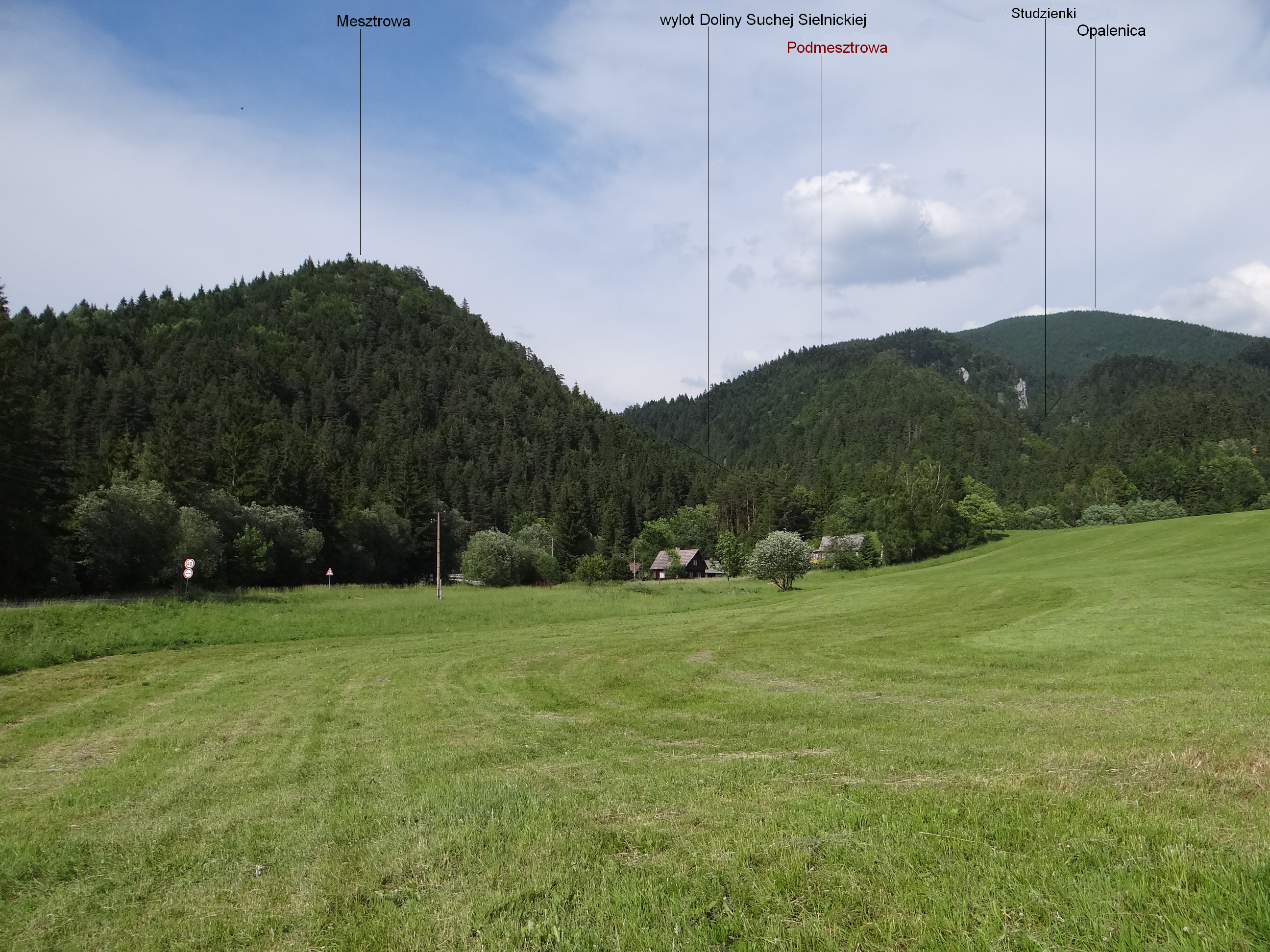

Podmesztrowa (słow. Podmeštrová) – część słowackiej miejscowości Wyżnie Liptowskie Matiaszowce, położona u podnóży Tatr Zachodnich, u wylotu Suchej Doliny Sielnickiej (Sielnická dolina) i Doliny Halnej (Hôľne). Nazwa pochodzi od wznoszącego się po północnej stronie wzniesienia Mesztrowa (Meštrová, 869 m). Przed II wojną światową w Podmesztrowej były: młyn, tartak, mała elektrownia wodna i leśniczówka. Leśniczówka przetrwała wojnę, młyn i tartak spaliły się podczas walk z Niemcami w latach 1944–45. Obecnie przez Podmesztrową biegnie słowacka droga krajowa nr 584, łącząca Liptowski Mikułasz z Zubercem, jest też kilka domków letniskowych. Leśniczówka znajduje się w lesie po północnej stronie Suchego Potoku u podnóży Mesztrowej i prowadzi do niej od szosy mostek, pozostałe zabudowania również znajdują się w lesie, ale po drugiej stronie tego potoku, przy ujściu Doliny Sielnickiej i Doliny Halnej. Za domkami tymi na Halnym Potoku znajduje się wodospad Skoki.